# D2Ha (Inschrift)
D2Ha ist die Abkürzung einer Inschrift von Dareios II. (D2). Sie wurde in Hamadan (H) entdeckt und von der Wissenschaft mit einem Index (a) versehen. Die Inschrift liegt in altpersischer Sprache auf einer Goldtafel vor. Der Fundort ist unbestätigt.

## Inhalt
„§1. Der große Gott (ist) Ahuramazda, der diese Erde erschaffen hat, der jenen Himmel erschaffen hat, der den Menschen erschaffen hat, der das Glück erschaffen hat für den Menschen, der Dareios (zum) König gemacht hat, den einen (zum) König über viele, den einen (zum) Gebieter über viele.
§2. Ich (bin) Dareios, der große König, König der Könige, König der Länder mit vielen Stämmen, König auf dieser großen Erde auch weithin, des Artaxerxes, des Königs, Sohn, des Artaxerxes, des Sohnes des Xerxes, des Königs, des Xerxes, des Sohnes des Dareios, des Königs, ein Achaimenide.
§3. Es kündet Dareios, der König: Ahuramazda hat dieses Land mir verliehen; nach dem Willen Ahuramazdas bin ich König auf dieser Erde. Mich soll Ahuramazda schützen und mein Haus und das Reich, das er mir verliehen hat.“

## Beschreibung
Die Goldtafel, auf der die Inschrift D2Ha geschrieben ist, misst 18,5 mal 20,5 cm und wiegt 550 g. Der Text umfasst 23 Zeilen. Jede Zeile ist von der vorherigen mit einer Linie getrennt. Der ganze Text ist mit einer Linie umrandet.
Die Goldtafel wurde nach eigenen Angaben vom Iranischen Departement für Archäologie gekauft und befand sich laut Angaben der Publikation im Archäologischen Museum in Teheran. Das Museum teilte mit, dass die Tafel vor einigen Jahren in Hamadan gefunden wurde, aber der genaue Herkunftsort unbekannt sei. 1953 stellte Roland Grubb Kent über Hörensagen fest, dass die Goldtafel im Besitz von Antiquitätenhändlern in den USA ist. 1992 konnte die Goldtafel im Museum in Teheran nicht ausfindig gemacht werden.
Der 1952 veröffentlichte Text zeichnet sich durch Besonderheiten aus, die in dieser Form in den achämenidischen Königsinschriften bis anhin nicht aufgetreten sind. Im 2. Paragraphen des Textes wird die Genealogie, die bis zu seinem großen Namensvetter aufgeführt wird, mit den Titeln des Königs, dem sogenannten Königsprotokoll, verschmolzen. Ebenso tritt die Kombination der einzelnen Elemente der sogenannten Schutzformel am Schluss des Textes erstmalig auf. Neu- und Falschbildungen von verschiedenen Genetivformen zeigen, dass das altpersische Deklinationssystem zum Zeitpunkt der Erstellung des Texts bereits im Zusammenbruch begriffen war.
Die Inschrift einer Silbertafel, die 1990 veröffentlicht wurde, ist eine Kopie von D2Ha. Es handelt sich dabei um eine „fehlerhafte moderne, stümperhaft von rechts nach links (!) geschriebene Abschrift von D2Ha“. Die Silbertafel wird zweifelsfrei als Fälschung identifiziert und trägt im Inventar der Fälschungen die Bezeichnung F2.
Ein weiterer angeblich aus Hamadan stammender Text ist ebenfalls auf Goldblech geschrieben. Er trug eine Zeit lang die Bezeichnung D2Hb, da man sich nicht einig war, ob es sich um eine spätachämenidische Inschrift oder um eine moderne Fälschung handelt. Die Inschrift trägt im Inventar der Fälschungen die Bezeichnung F3.